# Ілюмінований рукопис

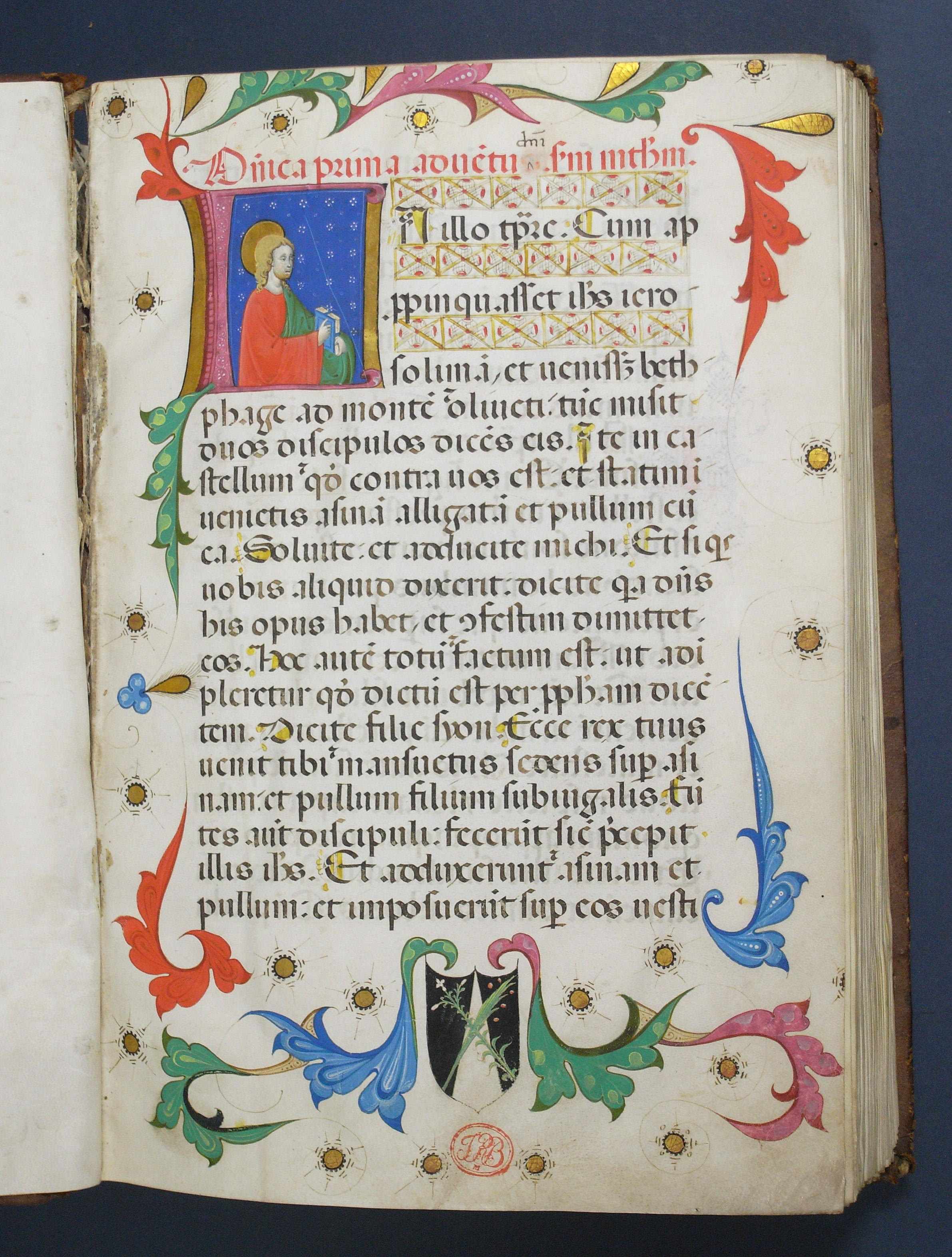
Evangeliarium Dominicanum, 1400 рік. Мілан, Італія

Ілюміно́ваний руко́пис (лат. illumino — освітлюю, прикрашаю) — рукопис, прикрашений кольоровими мініатюрами та орнаментами часто з гротескними елементами (дролері). Рукопис також доповнювався малюнками на полях і великими орнаментованими літерами — ініціалами. Виготовлялися ілюміновані рукописи у середньому та пізньому Середньовіччі до початку епохи Відродження. З винаходом друкарства ілюміновані рукописи стали виходити з моди, і до початку XVI століття їх вироблялося вже порівняно небагато.